# Oberems, Valais
Oberems (franska: Emèse le Haut, walsertyska: Oberäms/Òberèms) är en ort och kommun i distriktet Leuk i kantonen Valais, Schweiz. Kommunen har 139 invånare (2023).